# Chorsou (Chéki)
Chorsou est un village de la région de Şəki en Azerbaïdjan.

## Géographie
Le village de Chorsou de la région de Şəki est situé dans la circonscription administrative du village de Chorsou.

## Population
Selon les statistiques de 2009, la population du village est de 2150 personnes.